# Hov1
Hov1 var en svensk hiphop-gruppe som blev etableret i Stockholm i 2015. Medlemmer af gruppen var Noel Flike, Axel Liljefors Jansson, Ludwig Kronstrand og Dante Lindhe.

## Diskografi

### Album
- Hov1 (2017)
- Gudarna på Västerbron (2018)
- Vindar på Mars (2019)
- Montague (2020)
- Barn av vår tid (2021)

### Singler
- "Hur kan du säga saker" (2015)
- "Kärleksbrev" (2016)
- "Ska vi?" (2016)
- "Gråzon" (2017)
- "Pari" (featuring Jireel) (2017)
- "Gudarna på Västerbron" (2018)
- "Hon dansar vidare i livet" (2018)
- "Still" (Recorded at Spotify Studios Stockholm) (2018)
- "Auf wiedersehen" (2018)
- "Vindar på Mars" (2019)
- "Dö ung" (2019)
- "Ma chérie" (2019)